# Čepnjak
Čepnjak (streptokarpus; hrv. i afrička ljubica, po sinonimu Saintpaulia; lat. Streptocarpus), biljni rod iz porodice gesnerijevki. Postoji preko 180 vrsta trajnica i grmova iz tropske Afrike unutar jedne sekcije i dva podroda, Streptocarpus section Saintpaulia, vrste afričkih ljubica (Saintpaulia).; Streptocarpus subgenus Streptocarpella; Streptocarpus subgenus Streptocarpus.

## Opis

### Streptocarpus subgenus Streptocarpus
Podrod Streptocarpus sastoji se od biljaka s tipično trakastim listovima koji rastu ili iz nepravilne rozete s nekoliko listova koji izlaze izravno iz tla; ili kao jedan list, jedini list koji će biljka ikada proizvesti,  za razliku od Streptocarpella konvencionalnijeg izgleda sa stabljikama. Sve vrste koje su poznavane kao Saintpaulia (afričke ljubičice) sada su Streptocarpus.
Stanište u južnoj Africi uvelike varira. Streptokarpusi rastu u planinama, uz potoke, a mnogi rastu i u pukotinama stijena. Nekima je potrebna duboka sjena, a drugima je dobro na suncu. Tijekom suše ili ekstremnih hladnoća, biljka preživljava zahvaljujući odumiranju vrha lista do linije abscisije. Uspjeh hobista u uzgoju vrste Streptocarpus poboljšan je kada se provedu istraživanja kako bi se vidjelo kako rastu u svom izvornom okruženju. Zalijevanje na fitilj, gdje je tlo stalno mokro, neće dobro funkcionirati sa suhim šumskim vrstama poput S. kentaniensis. Streptocarpus lilliputana raste uz potoke, pa ako hobist pusti korijenje biljke da se suši pet ili više dana, ono bi moglo potpuno propasti i sve osim središta biljke umrijeti.
Većina rozetastih vrsta su trajnice i nalaze se u skupinama. Mogu postojati varijacije u boji cvjetova i oznakama grla čak i unutar iste vrste. Rozetni oblici ovog roda su dosta hibridizirani i vrlo su popularne ukrasne biljke. Općenito, preferiraju niske temperature i neće im biti dobro tijekom vrućeg vremena. Treba ih posaditi u relativno otvorenu i dobro dreniranu podlogu koja se održava ravnomjerno vlažnom, nikad neprestano mokrom. Prilično dobro podnose kratka sušna razdoblja.
Monokarpskim vrstama može trebati od 18 mjeseci do 2 godine da narastu prije nego što procvjetaju, zametnu sjeme i uginu. Iako će neki imati samo jedan list, drugi proizvode manje sekundarne listove koji daju nekoliko cvjetova prije nego što biljka umre. Kada se koristi u hibridizaciji i križanju s biljkama u obliku rozete, oko 50% će imati više listova od samog početka. Oko 25% sadnica bit će monokarpno. Drugih 25% će se u početku činiti monokarpnim, ali će onda proizvesti više lišća nakon što glavni list završi s cvjetanjem.
U prirodi postoji doba cvatnje. Kada vrste uzgajaju u staklenicima ili zatvorenim prostorima sa svjetlom prozora, sezonsko cvjetanje je očito. Kako dani postaju kraći, broj cvjetova se smanjuje, a zimi ga nema. Kada se vrste uzgajaju pod svjetlom, postoji obilje cvijeća nekoliko mjeseci od proljeća do ljeta, a ostatak godine ima sporadično cvjetanje. Neke vrste čak i pod cijevnim svjetlima neće sazrijeti sjemenke četiri ili pet mjeseci, kao da čekaju kasnu zimu/rano proljeće da ispuste sjeme za novu sezonu rasta. Često prva generacija hibrida rezultira sadnicama sa sezonskim cvjetanjem.
Neke vrste imaju mirisne cvjetove, uključujući S. fanniniae, S. candidus, S. wilmsii i S. vandeleurii. Miris se kreće od slatkog do dimljenog kreozota. Hibridizacija za miris sa S. vandeleurii pokazala je da oko 50% sadnica ima miris. Križanje S. candidus slatkog mirisa sa S. vandeleurii s kreozotnim dimom rezultiralo je slađim, dimljenim mirisom.
Streptocarpus u početku proizvodi zelenu sjemenu mahunu koja se izdužuje tijekom dva tjedna. Ima spiralni izgled i kada mahuna sazrijeva za 8 do 16 tjedana, postaje smeđa i vidi se svrha spirale da se odmota. Proizvode se stotine smeđih sjemenki. Sijanje sjemena u prirodu znači da se ono rasipa po zemlji. Kada se uzgaja iz sjemena, najbolje je raširiti sjeme na vlažnu, ali ne i mokru podlogu bez zemlje.
Razmnožavanje Streptocarpusa prilično je jednostavno reznicama lišća. Listovi se mogu izrezati na dijelove od 5 cm i staviti u mješavinu bez zemlje. Lišće se također može rezati vodoravno s odstranjenom središnjom žilom. Razmnožavanje u proljeće i ljeto daje nove biljke u roku od nekoliko mjeseci, ali je razmnožavanje u jesen i zimi mnogo sporije. Kada listovi mladih biljaka budu visoki oko 5 cm (2 inča), mogu se odvojiti od matičnog lista i odvojiti. Ključ uspjeha je staviti mlade biljke u male posude i ne stavljati ih preduboko u tlo.

### Streptocarpus section Saintpaulia
Vrste i podvrste biljaka zajednički poznate kao afričke ljubičice pripadaju jednoj od manjih skupina u starom svijetu Gesneriaceae. Divlje populacije nalaze se uglavnom u području poznatom kao planine istočnog luka u Tanzaniji i Keniji. Biljke rastu na kamenim stijenama prekrivenim mahovinom, na liticama ili na izdancima stijena u sjeni velikih stabala. Iako je prirodno uzgojno područje unutar tropske Afrike i nedaleko od ekvatora, većina vrsta raste na srednjim nadmorskim visinama s nižim temperaturama, a neke na višim nadmorskim visinama s sezonski hladnim vremenom.
Prirodna mjesta uzgoja ovih biljaka iznimno su mala. Mnogim afričkim ljubičicama prijeti izumiranje zbog uništavanja staništa uzgojem i sječom krošnji. Većina vrsta i podvrsta navedena je kao ranjiva, ugrožena ili kritično ugrožena.
Dugo je poznato da su afričke ljubičice blisko povezane s drugim afričkim rodovima Gesneriada, posebno s podrodom Streptocarpella unutar roda Streptocarpus. Nedavne studije potvrdile su bliskost srodstva i botaničari su "potopili" nekadašnji naziv roda Saintpaulia unutar skupine Streptocarpella kao Section Saintpaulia. Stoga su sve vrste i kultivari koji su poznavani kao Saintpaulia sada ispravno Streptocarpus.
Izuzetak su hibridi afričke ljubičice, žarište intenzivne komercijalne i hobističke aktivnosti desetljećima. Nazivanje ovih kultivara Streptocarpusom potencijalno je zbunjujuće, budući da se nekoliko istih naziva koji se koriste za kultivare u skupini Saintpaulia također koriste za kultivare u podrodovima Streptocarpus Streptocarpus i Streptocarpella. Osim toga, pojam "Saintpaulia" već se godinama naširoko koristi u hobističkom i komercijalnom kontekstu.
Afričke ljubičice lako mutiraju, a programi hibridizacije tijekom posljednjih 80 godina iskoristili su te mutacije za proizvodnju tisuća kultivara jarkih boja u različitim veličinama i oblicima. Budući da većina afričkih ljubičica uspijeva na istoj temperaturi i uvjetima osvjetljenja kao u domovima, one su jedna od najvažnijih sobnih biljaka u hortikulturnoj industriji.

### Streptocarpus subgenus Streptocarpella
Sada se smatra da su svi članovi Gesneriaceae u Africi vrlo blisko povezani i svi su uključeni u Streptocarpus. Međutim, zadržano je povijesno shvaćanje Streptocarpusa da se sastoji od dva podroda. Podrod Streptocarpus uključuje sve vrste bez stabljike, dok podrod Streptocarpella uključuje one s konvencionalnom strukturom stabljike. Podrod Streptocarpella također uključuje afričke ljubičice, ranije vrste Saintpaulia, a one se tretiraju zasebno.
Podrod Streptocarpella sastoji se od velikog broja vrsta koje se mogu podijeliti na afričke i madagaskarske vrste. Afričke vrste uglavnom se nalaze u Tanzaniji, Keniji i na nekoliko drugih lokacija u središnjoj i zapadnoj Africi. Madagaskarske vrste nalaze se isključivo na velikom otoku Madagaskaru.
Općenito, vrste podroda Streptocarpella nalaze se u relativno vlažnim, toplim i vlažnim šumama.

## Vrste
1. Streptocarpus acicularis I. Darbysh. & Massingue
2. Streptocarpus actinoflorus T. J. Edwards & M. Hughes
3. Streptocarpus afroviola Christenh.
4. Streptocarpus albus (E. A. Bruce) I. Darbysh.
5. Streptocarpus andohahelensis Humbert
6. Streptocarpus arcuatus Hilliard & B. L. Burtt
7. Streptocarpus aylae T. J. Edwards
8. Streptocarpus bambuseti B. L. Burtt
9. Streptocarpus bampsii Eb. Fisch. & I. Darbysh.
10. Streptocarpus baudertii L. L. Britten
11. Streptocarpus beampingaratrensis Humbert
12. Streptocarpus betsiliensis Humbert
13. Streptocarpus bindseili Eb. Fisch.
14. Streptocarpus boinensis Humbert
15. Streptocarpus bolusii C. B. Clarke
16. Streptocarpus brachynema Hilliard & B. L. Burtt
17. Streptocarpus breviflos (C. B. Clarke) C. B. Clarke
18. Streptocarpus brevipilosus (B. L. Burtt) Mich. Möller & Haston
19. Streptocarpus brevistamineus Humbert
20. Streptocarpus buchananii C. B. Clarke
21. Streptocarpus bullatus Mansf.
22. Streptocarpus burttianus Pócs
23. Streptocarpus burundianus Hilliard & B. L. Burtt
24. Streptocarpus caeruleus Hilliard & B. L. Burtt
25. Streptocarpus campanulatus B. L. Burtt
26. Streptocarpus candidus Hilliard
27. Streptocarpus capuronii Humbert
28. Streptocarpus caulescens Vatke
29. Streptocarpus compressus B. L. Burtt
30. Streptocarpus confusus Hilliard
31. Streptocarpus cooksonii B. L. Burtt
32. Streptocarpus cooperi C. B. Clarke
33. Streptocarpus cordifolius Humbert
34. Streptocarpus coursii Humbert
35. Streptocarpus cyanandrus B. L. Burtt
36. Streptocarpus cyaneus S. Moore
37. Streptocarpus daviesii N. E. Br. ex C. B. Clarke
38. Streptocarpus davyi S. Moore
39. Streptocarpus decipiens Hilliard & B. L. Burtt
40. Streptocarpus denticulatus Turrill
41. Streptocarpus diandra (Engl.) Nishii & Mich. Möller
42. Streptocarpus dolichanthus Hilliard & B. L. Burtt
43. Streptocarpus dunnii Mast.
44. Streptocarpus elongatus Engl.
45. Streptocarpus erubescens Hilliard & B. L. Burtt
46. Streptocarpus euanthus Mansf.
47. Streptocarpus exsertus Hilliard & B. L. Burtt
48. Streptocarpus eylesii S. Moore
49. Streptocarpus fanniniae Harv. ex C. B. Clarke
50. Streptocarpus fasciatus T. J. Edwards & Kunhardt
51. Streptocarpus fenestra-dei Weigend & T. J. Edwards
52. Streptocarpus floribundus Weigend & T. J. Edwards
53. Streptocarpus formosus (Hilliard & B. L. Burtt) T. J. Edwards
54. Streptocarpus galpinii Hook. fil.
55. Streptocarpus gardenii Hook.
56. Streptocarpus glabrifolius Humbert
57. Streptocarpus glandulosissimus Engl.
58. Streptocarpus goetzeanus (Engl.) Christenh.
59. Streptocarpus goetzei Engl.
60. Streptocarpus gonjaensis Engl.
61. Streptocarpus grandis N. E. Br.
62. Streptocarpus haygarthii N. E. Br. ex C. B. Clarke
63. Streptocarpus heckmannianus (Engl.) I. Darbysh.
64. Streptocarpus hilburtianus T. J. Edwards
65. Streptocarpus hildebrandtii Vatke
66. Streptocarpus hilsenbergii R. Br.
67. Streptocarpus hirsutissimus E. A. Bruce
68. Streptocarpus hirticapsa B. L. Burtt
69. Streptocarpus hirtinervis C. B. Clarke
70. Streptocarpus holstii Engl.
71. Streptocarpus huamboensis Hilliard & B. L. Burtt
72. Streptocarpus ibityensis Humbert
73. Streptocarpus inconspicuus (B. L. Burtt) Christenh.
74. Streptocarpus inflatus B. L. Burtt
75. Streptocarpus insularis Hutch. & Dalziel
76. Streptocarpus integrifolius B. L. Burtt
77. Streptocarpus ionanthus (H. Wendl.) Christenh.
78. Streptocarpus itremensis B. L. Burtt
79. Streptocarpus johannis L. L. Britten
80. Streptocarpus kamerunensis (Engl.) Christenh.
81. Streptocarpus katangensis De Wild. & T. Durand
82. Streptocarpus kentaniensis L. L. Britten & Story
83. Streptocarpus kimbozanus B. L. Burtt
84. Streptocarpus kirkii Hook. fil.
85. Streptocarpus kungwensis Hilliard & B. L. Burtt
86. Streptocarpus kunhardtii T. J. Edwards
87. Streptocarpus lanatus Mac Master
88. Streptocarpus latens Hilliard & B. L. Burtt
89. Streptocarpus leandrii Humbert ex B. L. Burtt
90. Streptocarpus leptopus Hilliard & B. L. Burtt
91. Streptocarpus levis B. L. Burtt
92. Streptocarpus lilliputana Bellstedt & T. J. Edwards
93. Streptocarpus lineatus (B. L. Burtt) Mich. Möller & M. Hughes
94. Streptocarpus linguatus B. L. Burtt
95. Streptocarpus lokohensis Humbert
96. Streptocarpus longiflorus (Hilliard & B. L. Burtt) T. J. Edwards
97. Streptocarpus macropodus B. L. Burtt
98. Streptocarpus madagascaricus (C. B. Clarke) Christenh.
99. Streptocarpus makabengensis Hilliard
100. Streptocarpus malachiticola Eb. Fisch. & I. Darbysh.
101. Streptocarpus malaissei Eb. Fisch. & I. Darbysh.
102. Streptocarpus mandrerensis Humbert
103. Streptocarpus mangindranensis Humbert
104. Streptocarpus mannii (C. B. Clarke) Nishii & Mich. Möller
105. Streptocarpus masisiensis De Wild.
106. Streptocarpus mazumbaiensis I. Darbysh.
107. Streptocarpus mbeyensis I. Darbysh.
108. Streptocarpus meyeri B. L. Burtt
109. Streptocarpus michelmorei B. L. Burtt
110. Streptocarpus micranthus C. B. Clarke
111. Streptocarpus milanjianus Hilliard & B. L. Burtt
112. Streptocarpus modestus L. L. Britten
113. Streptocarpus molweniensis Hilliard
114. Streptocarpus monophyllus Welw.
115. Streptocarpus montanus Oliv.
116. Streptocarpus montigena L. L. Britten
117. Streptocarpus montis-bingae Hilliard & B. L. Burtt
118. Streptocarpus muscicola Engl.
119. Streptocarpus muscosa C. B. Clarke
120. Streptocarpus myoporoides Hilliard & B. L. Burtt
121. Streptocarpus nimbicola Hilliard & B. L. Burtt
122. Streptocarpus nitidus (B. L. Burtt) Mich. Möller & Haston
123. Streptocarpus nobilis C. B. Clarke
124. Streptocarpus occultus Hilliard
125. Streptocarpus oliganthus B. L. Burtt
126. Streptocarpus pallidiflorus C. B. Clarke
127. Streptocarpus papangae Humbert
128. Streptocarpus parensis B. L. Burtt
129. Streptocarpus parviflorus Hook. fil.
130. Streptocarpus peltatus Randrian., Phillipson, Lowry & Mich. Möller
131. Streptocarpus pentherianus Fritsch
132. Streptocarpus perrieri Humbert
133. Streptocarpus phaeotrichus Chiov. ex B. L. Burtt
134. Streptocarpus plantaginea Vatke
135. Streptocarpus pogonites Hilliard & B. L. Burtt
136. Streptocarpus pole-evansii I. Verd.
137. Streptocarpus polyanthus Hook.
138. Streptocarpus polyphyllus Humbert
139. Streptocarpus porphyrostachys Hilliard
140. Streptocarpus primuliflorus Gand.
141. Streptocarpus prolixus C. B. Clarke
142. Streptocarpus prostratus (Humbert) B. L. Burtt
143. Streptocarpus pumilus B. L. Burtt
144. Streptocarpus pusillus Harv. ex C. B. Clarke
145. Streptocarpus revivescens Humbert ex B. L. Burtt
146. Streptocarpus rexii (Bowie ex Hook.) Lindl.
147. Streptocarpus rhodesianus S. Moore
148. Streptocarpus rimicola Story
149. Streptocarpus roseoalbus Weigend & T. J. Edwards
150. Streptocarpus salesianorum Eb. Fisch. & I. Darbysh.
151. Streptocarpus sambiranensis Humbert
152. Streptocarpus saundersii Hook.
153. Streptocarpus saxorum Engl.
154. Streptocarpus schaijesii Eb. Fisch. & I. Darbysh.
155. Streptocarpus schliebenii Mansf.
156. Streptocarpus semijunctus B. L. Burtt
157. Streptocarpus shumensis (B. L. Burtt) Christenh.
158. Streptocarpus silvaticus Hilliard
159. Streptocarpus solenanthus Mansf.
160. Streptocarpus stellulifer B. L. Burtt
161. Streptocarpus stenosepalus B. L. Burtt
162. Streptocarpus stomandra B. L. Burtt
163. Streptocarpus strigosus (Hook. fil.) Nishii & Mich. Möller
164. Streptocarpus suborbicularis B. L. Burtt
165. Streptocarpus subscandens (B. L. Burtt) I. Darbysh.
166. Streptocarpus suffruticosus Humbert
167. Streptocarpus tanala Humbert
168. Streptocarpus teitensis (B. L. Burtt) Christenh.
169. Streptocarpus thompsonii R. Br.
170. Streptocarpus thysanotus Hilliard & B. L. Burtt
171. Streptocarpus trabeculatus Hilliard
172. Streptocarpus tsaratananensis Humbert ex B. L. Burtt
173. Streptocarpus tsimihetorum Humbert
174. Streptocarpus ulugurensis (Haston) Haston
175. Streptocarpus umtaliensis B. L. Burtt
176. Streptocarpus vandeleurii Baker fil. & S. Moore
177. Streptocarpus variabilis Humbert
178. Streptocarpus velutinus B. L. Burtt
179. Streptocarpus venosus B. L. Burtt
180. Streptocarpus vestitus (Baker) Christenh.
181. Streptocarpus watkinsii (Haston) Haston
182. Streptocarpus wendlandii Hort. Dammann
183. Streptocarpus wilmsii Engl.
184. Streptocarpus wittei De Wild.
185. Streptocarpus zimmermannii Engl.